# Moeroma

globale verspreiding van de Fins-Permische volkeren omstreeks 1000 AD
Tsjoeden
Wepsen
Komi
Merja
Mari
Mesjtsjera
Moeroma
Mordwienen

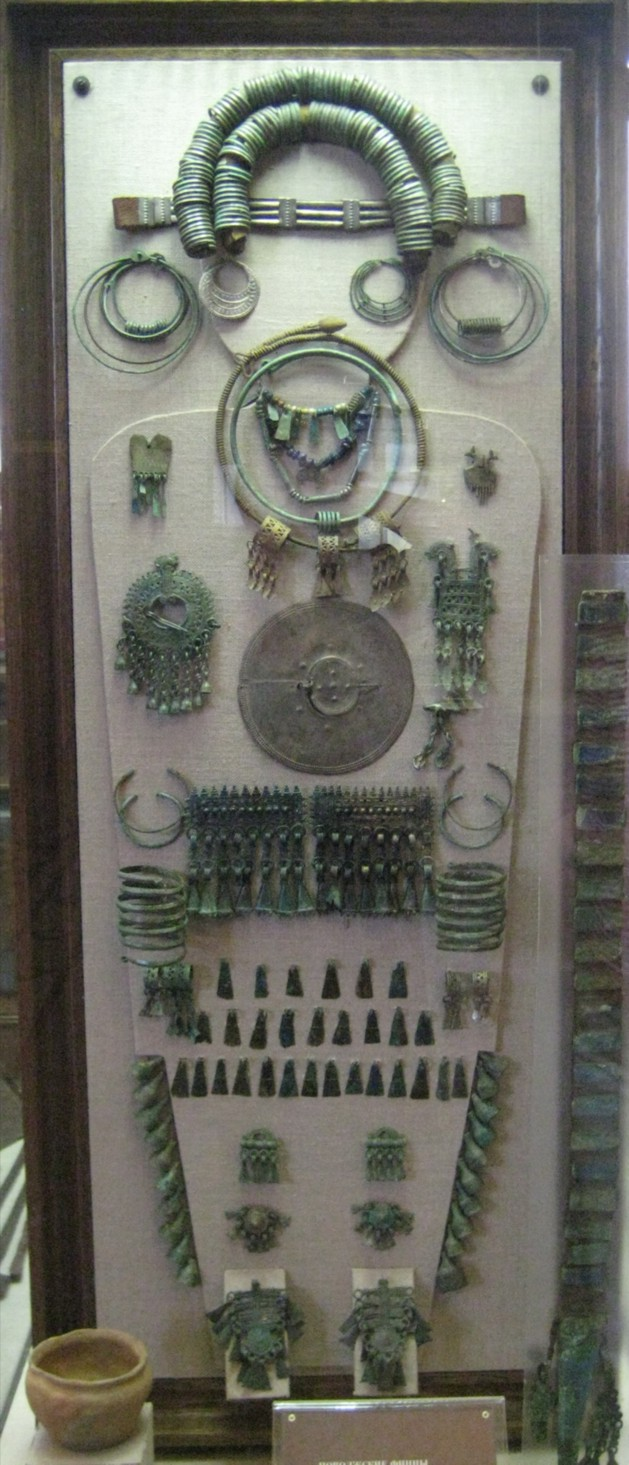
reconstructie van vrouwelijke Moeroma-sieraden

De Moeroma waren een Wolga-Finse stam die vanaf het midden van het 1e millennium na Christus leefde aan de benedenloop van de Oka in de omgeving van de stad Moerom. In de Nestorkroniek worden ze vermeld als niet-Slavisch en wonend aan de samenvloeiing van de Oka en de Wolga.
De stam hield zich bezig met landbouw, jacht en ambachten. Tegen de 12e eeuw, tijdens de beginfase van de vorming van het Russische volk, werden ze geassimileerd door de oostelijke Slaven.
Te oordelen naar de hydroniemen van de beneden-Kljazma lag het uitgestorven Moeromisch dicht bij het Merjaans. Veel Moeromische topo- en hydroniemen zijn bewaard gebleven in de namen van plaatsen, nederzettingen, rivieren en meren (de rivieren Tesja, Keksja, Oesjna, enz.). Ook veel archeologische resten zijn bewaard gebleven, zoals grafvelden, nederzettingen en het Tsjaadajevka-fort.

## Etnoniem
In Scandinavische sagen van de 13e eeuw wordt de stad Moerom vermeld als Moramar. Te oordelen naar de fonetische patronen van de Wolga-Finse talen gaat dit terug op een oudere vorm van de naam dan het Russische Moerom. Om dezelfde redenen is de benaming Moeroma zoals vermeld in de Nestorkroniek hoogstwaarschijnlijk een oud-Russische vorming uit de naam van de stad. De oudste vorm van het etnoniem *morama wordt door Koelesjov vergeleken met de naam van de Merja.
Volgens  Napolskich kan de naam van de stam worden beschouwd als een resultaat van labialisatie (zoals getoond in de Moeroma-hydroniemen) van de wortelklinker in de algemene endoniem *mari van de Merja en Mari, welke teruggaat op *marya- (jonge man, lid van de jonge mannenbond). Het -ma-deel kan een achtervoegsel of analoog van het Finse maa (aarde) zijn.

## Etnogenese
Sommige ijzertijd-sites in het Moeroma-vestigingsgebied tonen gemeenschappelijke kenmerken met zowel de Gorodets- als de Djakovocultuur. De meeste onderzoekers associëren de sites met de Gorodetscultuur. Tretjakov ging echter uit van een overgangscultuur aan de Oka, verwant aan zowel de Djakovo- als de Gorodetscultuur, en Gening beschouwde de sites als dichter bij de Djakovocultuur.
De bevolking van deze sites nam mogelijk deel aan de vorming van de Moeroma, maar het probleem is dat de archeologische vondsten van de Gorodetscultuur rond de 2e eeuw AD verdwijnen, en de Moeroma pas in de tweede helft van het 1e millennium zichtbaar worden. Onderzoekers vonden geen direct verband tussen deze culturen.
Een onderscheidend kenmerk van de nieuwe Moeromacultuur is het grote aantal vlakgraven, die in het vorige tijdperk afwezig waren. Waarschijnlijk beoefenden de oudere kolonisten oppervlakte-begrafenissen, vergelijkbaar met de 'huizen van de doden' bekend uit de Djakovocultuur. Tretjakov associeerde dit met de komst aan de Beneden-Oka van Wolga-Kama-stammen uit het oosten. Het is ook mogelijk dat de Finse bevolking van de Midden-Oka naar het noordoosten migreerde met een aanzienlijke vermenging van een Baltisch element, dat wil zeggen stammen geassocieerd met de Mosjtsjinycultuur.
De nabijheid van de Moeroma tot andere Finse volkeren staat nog onder discussie. Een aantal onderzoekers beschouwde de Moeroma als directe voorouders van de Erzjanen-Mordwienen. Koeznetsov plaatste de Moeroma in de nabijheid van de Merja en de Mari. Gening zag de Mari, Merja en Moeroma als één gemeenschap van volkeren. De meeste onderzoekers zijn echter geneigd de afzonderlijke aard van de Moeroma te onderschrijven. Gorjoenova dacht dat zowel de Moeroma als de Mordwienen uit de gemeenschappelijke Gorodetscultuur ontstonden, maar al in de 7e eeuw zelfstandige volkeren vormden.

## Woongebied
De Moeroma woonden in de gebieden van de huidige oblasten Rjazan, Vladimir en Nizjni Novgorod.
In het noorden grensden ze aan de Merja, in het oosten aan de Erzjanen en Mari, in het zuiden ook aan de Erzjanen, in het westen aan de Mesjtsjera, waaronder ze voor lange tijd politiek ondergeschikt waren.
De meeste sites bevinden zich in een klein gebied van ongeveer 30 x 50 km tussen de Oka-zijrivieren Oesjna, Oenzja, en Tjosja, met Moeromin het midden. Hierbuiten bevinden zich enkele  sites waarin elementen van de Moeromcultuur worden gecombineerd met de cultuur van de omliggende stammen.

## Economie
Er was sprake van persoonlijk eigendom en sociale ongelijkheid, en specialisering van ambachten. Bij mannelijke graven vindt men afnemend wapens, terwijl vrouwelijke begrafenissen met paarden toenemen.
De nederzettingen bevonden zich op hoogten boven de rivierweiden. De basis van de economie was veeteelt, met varkens, rundvee en in mindere mate schapen. Een speciale rol werd gespeeld door paarden die werden gefokt voor het vlees. De brandlandbouw speelde een ondergeschikte rol. Jacht was gericht op de bonthandel.
Het handwerk bereikte een hoog niveau (houtbewerking, botsnijwerk, leer, bontwerk), maar ging niet verder dan voorziening van lokale behoeften. De pottenbakkersschijf was onbekend, en de productie van aardewerk was blijkbaar in de handen van vrouwen. Metallurgie en siersmeedkunst werden pas vanaf de 10-11e  eeuw beroepsmatig beoefend.
Aan het begin van de 6e eeuw was  Moerom al een belangrijk handelscentrum in Noordoost-Rusland. Het onderhield handelsbetrekkingen met de Wolga-Bulgaren. De goed bevaarbare Oka gaf de Bulgaren de mogelijkheid om Moerom met grote vloten te bereiken: lokale producten als pelzen, honing en was werden in Moerom uitgewisseld met producten uit het oosten: zijde, kralen, en verschillende metalen producten. Naast de Bulgaren kwamen mensen uit Kiev en Tsjernigov om te handelen.

## Graven
In totaal werden ongeveer 800 graven onderzocht. Onder de grafgiften vallen de wapens op, welke zich door hun kwaliteit en vindingrijkheid van decoratie onderscheiden. Ze bezitten boogvormige kopdecoraties, geweven van paardenhuid en -haar, spiraalvormig gevlochten met bronsdraad. Vergelijkbare stukken komen bij geen andere Wolgafinse volkeren voor. Als bij de andere middeleeuwse Wolgafinnen zijn dierenbotten aanwezig als grafmaal. Paarden, en soms runderen, werden afzonderlijk begraven. De graven van dieren verdwijnen in de tweede helft van de 10e eeuw.

## Slavische kolonisatie
Tijdens de Slavische kolonisatie van de regio speelde Moerom een belangrijke rol als versterkt punt voor de consolidering van de macht van de vorst. De Slavische overheersing van de linkeroever-Oka werd gevestigd door de campagne van Svjatoslav aan de Oka en de Wolga in 965,  en van Vladimir Svjatoslavitsj in 985. In 988 verscheen de eerste vorst Gleb Vladimirovitsj in Moerom. Volgens archeologische gegevens werd het centrale versterkte landgoed in de tweede helft van de 10e eeuw gebouwd op een voorheen niet-bewoonde plaats tussen de Moeroma en de Slavische kolonisten.
In de tweede helft van de 10e en 11e eeuw begon de invloed van de Slavische cultuur, in het bijzonder in het aardewerk, de artefacten van de Toemskoje-nederzetting en begraafplaats te beïnvloeden. Er zijn gevallen bekend van het naast elkaar bestaan van Moeromische en Slavische nederzettingen. Volgens Slavische bronnen vestigden zich Krivitsjen in het land van Moerom. De Moeromische cultuur degradeerde geleidelijk en verloor haar originaliteit. De vrouwelijke hoofdsieraden verdwenen. In de eerste helft van de 11e eeuw verdween de eigen identiteit van de Moeroma-sites, hoewel individuele typische Moeroma-objecten nog steeds bewaard bleven. Een van de tekenen van Slavische invloed in de graven was de verandering van de positie van de hoofden der overledenen naar het westen, in plaats van voorheen naar het noorden.